# Prix Emmanuel Margouty
Prix Emmanuel Margouty är ett travlopp för tvååriga varmblod (hingstar) som körs på Vincennesbanan utanför Paris i Frankrike varje år. Det går av stapeln i slutet av december. Det är ett Grupp 2-lopp, det vill säga ett lopp av näst högsta internationella klass. Loppet körs över distansen 2700 meter med voltstart. Den samlade prissumman i loppet är 120 000 euro, varav 54 000 euro till vinnaren.
Före 1991 var loppet också öppet för ston. Men efter 1991 har stona ett eget lopp som heter Prix Une de Mai, som äger rum samma dag.
Loppet instiftades under detta namn i december 1954 och ersatte Prix des Fougères. Som med liknande lopp skapade efter kriget hedrar SECF en av sina medlemmar, Emmanuel Margouty.

## Vinnare
| År   | Häst               | Efter              | Kusk                    | Tränare                  | Tid    |
| ---- | ------------------ | ------------------ | ----------------------- | ------------------------ | ------ |
| 2024 | Mack de Blary      | Face Time Bourbon  | Théo Duvaldestin        | Thierry Duvaldestin      | 1'15'0 |
| 2023 | Lovino Bello       | Village Mystic     | Éric Raffin             | Jocelyn Robert           | 1'14'8 |
| 2022 | Kamehameha         | Uniclove           | Éric Raffin             | Tomas Malmqvist          | 1'14'8 |
| 2021 | Just A Gigolo      | Boccador de Simm   | Franck Nivard           | Philippe Allaire         | 1'14'0 |
| 2020 | Italiano Vero      | Ready Cash         | David Thomain           | Philippe Allaire         | 1'13'5 |
| 2019 | Helgafell          | Charly du Noyer    | Éric Raffin             | Philippe Allaire         | 1'13"5 |
| 2018 | Gotland            | Ready Cash         | Éric Raffin             | Philippe Allaire         | 1'14"9 |
| 2017 | File Gin           | Repeat Love        | Guillermo Roig-Balaguer | Guillermo Roig-Balaguer  | 1'14"5 |
| 2016 | Équinoxe           | Texas Charm        | Matthieu Abrivard       | Jacques Bruneau          | 1'14"1 |
| 2015 | Django Riff        | Ready Cash         | Yoann Lebourgeois       | Philippe Allaire         | 1'14"4 |
| 2014 | Cristal Money      | Coktail Jet        | Thierry Duvaldestin     | Thierry Duvaldestin      | 1'14"0 |
| 2013 | Brillantissime     | Ready Cash         | Jos Verbeeck            | Philippe Allaire         | 1'14"7 |
| 2012 | Akim du Cap Vert   | First de Retz      | Franck Anne             | Franck Anne              | 1'13"2 |
| 2011 | Vaillant Cash      | Offshore Dream     | Pascal Malicki          | Pascal Malicki           | 1'13"8 |
| 2010 | Uno de la Chesnaie | Prince d'Espace    | Éric Raffin             | Sébastien Guarato        | 1'15"0 |
| 2009 | Torino d'Auvillier | Ludo de Castelle   | William Bigeon          | Jean-Luc Bigeon          | 1'16"1 |
| 2008 | Showtime Bourbon   | Kaisy Dream        | Dominik Locqueneux      | Philippe Allaire         | 1'16"5 |
| 2007 | Ready Cash         | Indy de Vive       | Bernard Piton           | Philippe Allaire         | 1'16"2 |
| 2006 | Quick Wood         | Love You           | Jean-Pierre Dubois      | Jean-Pierre Dubois       | 1'14"4 |
| 2005 | Password           | Goetmals Wood      | Jean-Philippe Dubois    | Jean-Philippe Dubois     | 1'15"6 |
| 2004 | Ojipey Vinoir      | Hasting            | Michel Lenoir           | Jacques Bruneau          | 1'16"6 |
| 2003 | Niky               | Viking's Way       | Jean-Michel Bazire      | Laurent-Claude Abrivard  | 1'16"2 |
| 2002 | Mentor du Goutier  | Défi d'Aunou       | Bernard Piton           | Thierry Duvaldestin      | 1'15"6 |
| 2001 | L'As du Cap Vert   | Dahir de Prelong   | Franck Anne             | Franck Anne              | 1'17"  |
| 2000 | Ksar d'Algot       | Capriccio          | Dominik Locqueneux      | Pierre-Désiré Allaire    | 1'17"8 |
| 1999 | Jackpot du Relais  | Podosis            | Pierre Vercruysse       | Laurent-Claude Abrivard  | 1'17"8 |
| 1998 | Iton du Gite       | Riton du Gîte      | Sylvain Lelièvre        | Sylvain Lelièvre         | 1'16"8 |
| 1997 | Hello Jo           | Buvetier d'Aunou   | Jean-Étienne Dubois     | Jean-Étienne Dubois      | 1'17"1 |
| 1996 | Général du Pommeau | Sébrazac           | Jules Lepennetier       | Jules Lepennetier        | 1'18"8 |
| 1995 | Foreign Office     | Fakir du Vivier    | Jean-Philippe Mary      | Philippe Allaire         | 1'17"7 |
| 1994 | Easy to Drive      | Royal Ludois       | Philippe Allaire        | Philippe Allaire         | 1'18"6 |
| 1993 | Dingue de Moi      | Paso Fino          | Jean-Claude Morin       | Jean-Claude Morin        | 1'20"  |
| 1992 | Carus d'Occagnes   | James Pile         | Ali Hawas               | Ali Hawas                | 1'18"4 |
| 1991 | Bel Hêtre          | Hêtre Vert         | Yves Dreux              | Gilbert Lemière          | 1'19"4 |
| 1990 | Auxerrois          | Passionnant        | Bernard Oger            | Léopold Verroken         | 1'17"2 |
| 1989 | Voyou du Golfe     | Larabello          | Bernard Oger            | Léopold Verroken         | 1'19"1 |
| 1988 | Unshine            | Iobarko            | Bernard Oger            | Léopold Verroken         | 1'17"5 |
| 1987 | Twistess           | Elpenor            | Ghislain Fontenay       | Ghislain Fontenay        | 1'18"3 |
| 1986 | Satan des Acres    | Hillion Brillouard | Guy Verva               | Fernand-Floribert Dubois | 1'19"7 |
| 1985 | Radiant du Val     | Éole Grandchamp    | Jean-Pierre Dubois      | Jean-Pierre Dubois       | 1'19"9 |
| 1984 | Quarisso           | Fakir du Vivier    | Jean-Philippe Dubois    | Jean-Pierre Dubois       | 1'22"8 |
| 1983 | Pontcaral          | Chambon P          | Ali Hawas               | Ali Hawas                | 1'22"1 |
| 1982 | Orco               | Carlo d'Orsay      | Gérard Mascle           | Domingo Perea            | 1'21"6 |
| 1981 | Nana Prior         | Vat                | Michel Desmarres        | Michel Desmarres         | 1'22"1 |
| 1980 | Moscantido         | Toscan             | Gérard Mottier          | Gérard Mottier           | 1'24"1 |
| 1979 | Lotus du Trèfle    | Canino             | Ali Hawas               | Ali Hawas                | 1'21"3 |
| 1978 | Kaolino            | Quasipyl           | Philippe Rouer          | André Rouer              | 1'23"1 |
| 1977 | Jouet des Vosges   | Patara             | Roger Vercruysse        |                          | 1'22"3 |
| 1976 | Iboga              | Défi de Pompadour  | Gérard Mascle           |                          | 1'23"2 |

- Punktlistelement